# Lijst van fractievoorzitters van de RPF in de Eerste Kamer
Hieronder staat een lijst van fractievoorzitter(s) van de RPF in de Eerste Kamer.
| 1999 - 2001 | Egbert Schuurman (tevens voor het GPV) |
| 1983 - 1999 | Egbert Schuurman                       |

## Opmerking
In 2001 ging de Eerste Kamerfractie van de RPF op in die van de nieuw gevormde politieke partij de ChristenUnie.